# Dolby Headphone
Dolby Headphone ist eine von den Dolby Labs. entwickelte Technik, die den Höreindruck einer 7.1-Raumklang-Anlage über einen konventionellen Stereokopfhörer ermöglichen soll. 
Die dabei verwendete Technik entspricht einem virtuellen Kunstkopf. Hierbei wird der Ton aus jedem der fünf Tonkanäle digital derart verzerrt, dass das Gehirn ihn so empfindet, als käme er aus einer bestimmten Richtung z. B. von einem Lautsprecher hinter der Hörposition. Im Gegensatz zu vorangegangenen Lösungen bezieht Dolby Headphone auch die akustische Struktur des imaginären Raumes mit ein, indem ein Nachhall simuliert sowie die zeitliche Verzögerung der einzelnen, virtuellen Schallquellen angepasst wird. 
Obwohl der Mensch Geräusche mit zwei Ohren aus allen drei Dimensionen orten kann, verwendet die Tontechnik inzwischen bis zu sieben Lautsprecher für die Darstellung eines Raumklangs. Mit Dolby-Headphone wird erreicht, die Technik wieder auf zwei „Lautsprecher“ innerhalb des Kopfhörers zu reduzieren, wobei hier maximal der Höreindruck einer 7.1-Anlage erreicht wird.
Dolby-Headphone übersetzt eine Mehrkanal-Tonquelle in ein Kunstkopf-Stereo-Signal. Analog erreicht man das, indem man den Ton auf einer 7.1-Dolby-Digitalanlage abspielt und mit einem Kunstkopf-Stereo-Mikrofon als normale Stereo-Spur wieder aufzeichnet. Die Kunstkopf-Stereo-Spur kann dann mit jedem normalen Stereo-Kopfhörer angehört werden. Der Umweg Lautsprecher → Mikrofon wird mit Dolby-Headphone softwaremäßig emuliert. Psychoakustiker haben hierfür Verfahren entwickelt, die den Dolby-Digital-Ton im Kopfhörer nachbilden sollen. 
Dieselben Algorithmen werden auch bei Virtual-Dolby in einigen Fernsehern eingesetzt. Dort wird ein 5.1 Dolby-Digitalton mit nur 2 Lautsprechern nachgebildet. Da die Lautsprecher sich aber nicht am Ohr befinden, ist der Höreindruck jedoch anders als bei Dolby-Headphone. Zur Verbesserung werden für bestimmte Frequenzbereiche die Reflexionen eines so genannten „Normal-Wohnzimmers“ emuliert und mittels Software in das Kunstkopf-Signal eingerechnet. Die Hersteller von Virtual-Dolby-Fernsehern sprechen bereits von einer 1:1-Klangwiedergabe des 5.1-Tonsignals, was jedoch sicherlich nur bei einigen Spitzengeräten und beim Einsatz in einem "Normal-Wohnzimmer" zutreffen mag.
Die Dolby-Headphone-Technik gibt es inzwischen nicht nur als Zusatzgerät zu kaufen, sondern sie wird in A/V-Receivern integriert oder in so genannten „Dolby-Kopfhörern“ eingebaut, die in der Headsetvariante über den Universal Serial Bus mit einem PC, einem Notebook oder Netbook verbunden werden. Die mitgelieferte Software ermöglicht konfigurierbare Echtzeit-Remixe. Daneben besteht jedoch auch die Möglichkeit, einen Dolby 5.1 Kopfhörer mit Cinch- oder Klinkenstecker zu erwerben. Ohne mitgelieferte Klangsoftware für Computer reduzieren sich jedoch die Möglichkeiten zur klanglichen Umgestaltung. Die Mobiltelefone der Lumia-Serie von Nokia unterstützen teilweise auch Dolby-Headphone.
Eine ähnliche Dolby-Technik – Dolby Virtual Speaker – nimmt für sich in Anspruch, ähnliches auch mit externen Lautsprechern zu leisten.